# Завод суперфосфату у Валлару (Cresco)
Завод суперфосфату у Валлару (Cresco) — колишній виробничий майданчик у австралійському місті Валлару, що належав компанії Cresco Fertilisers.
Завод став до ладу 1925 року з метою продукування фосфорного добрива — суперфосфату, при цьому фосфорити доправляли з островів Тихого океану. Сульфатну кислоту (дією якої на фосфорити й отримують зазначене добриво) не продукували на самому майданчику, а так само отримували від сторонніх постачальників. Можливо відзначити, що в раніше у Валлару діяв мідеплавильний завод, супутнім продуктом якого була сульфатна кислота, проте саме в середині 1920-х він закрився (відомо, що розташований у тому ж Валлару суперфосфатний завод компанії із Wallaroo-Mount Lyell Fertilisers після цього почав завозити сульфатну кислоту залізницею з металургійного комплексу в Порт-Пірі).
Можливо відзначити, що Cresco Fertilisers також створила суперфосфатні заводи в Порт-Лінкольні та Біркенгеді, що дозволило їй посісти друге місце серед виробників Південної Австралії та випередити за обсягами продажів компанію Adelaide Chemical and Fertiliser Company, яка мала заводи суперфосфату в Торренсвіллі та Порт-Аделаїді (лідером же залишалась згадана вище Wallaroo-Mount Lyell Fertilisers з її заводами у Валлару та Біркенгеді).
У 1955-му Cresco Fertilisers в спілці з іншими виробниками запустила завод сульфатної кислоти Ларгс-Норт. Втім, майданчик у Валлару не міг довго бути його споживачем, оскільки закрився наприкінці того ж десятиліття.